# Södertälje fotbollsarena
Södertälje Fotbollsarena (populärt kallad Jalla-Vallen eller Jallavalla, myntat av Jim Zetterberg) är en utomhusarena i Geneta i södra Södertälje i Södermanland. Den är belägen i anslutning till E20 och Strängnäsvägen, intill inomhusarenan Scaniarinken och Wasa handelsplats. Nordic United, Assyriska FF och Syrianska FC spelar sina hemmamatcher här.

## Bakgrund
Arenan byggdes efter Assyriska FF:s avancemang till Allsvenskan, och ersatte då Bårsta IP i Karlhov, som inte var anpassad för allsvenskt spel. 
Södertälje fotbollscenter består av en uppvärmd konstgräsplan på 105×68 meter. Den har 3 460 sittplatser och 2 325 ståplatser. Dessutom finns tio VIP-lounger. Södertälje fotbollsarena är godkänd för fotbollsspel enligt Uefa:s regelverk. Arenan klarar av fotboll i högre divisioner, exempelvis Royal League. Djurgårdens IF och Hammarby IF har spelat flera matcher i Royal League här.
Namnet ”Jalla-Vallen” användes första gången i en sketch av Telgerevyn. Det kom att få stor spridning på mycket kort tid.
Publikrekord: 8 453, Assyriska FF - Syrianska FC i Superettan 31 maj 2009.

## Hemmalag
- Assyriska FF
- Syrianska FC
- Nordic United FC